# Мавпа-вбивця (фільм, 2007)
Мавпа-вбивця або Криваві джунглі (англ. Blood Monkey) — таїландський фільм 2007 року, знятий Робертом Янгом.

## Сюжет
Група студентів вирушає до джунглів для вивчення тваринного і рослинного світу. Це виглядає як захоплива подорож у складі наукової експедиції. Але діставшись до табору, студенти потрапляють в гущу страшних подій. У таборі їх зустрічають лише професор – керівник експедиції і його войовнича помічниця. Де всі інші члени експедиції..? Але ніхто не скаже хлопцям правди. І дуже скоро вони зрозуміють, що стали знаряддям у чужій грі, а професор-фанатик підготував їх як приманки для смертельно небезпечних і вкрай жорстоких істот, що мешкають в глухих джунглях. І все це тільки заради відкриття, яке може принести професору всесвітню славу.

## У ролях
- Фарід Мюррей Абрахам
- Метт Райан
- Прапімпорн Карнчанда
- Емі Менсон
- Метт Рівз